# Callipallene acus
Callipallene acus là một loài nhện biển trong họ Callipallenidae. Loài này thuộc chi Callipallene. Callipallene acus được miêu tả năm 1898 voor het eerst wetenschappelijk bởi Meinert.